# Лопес, Хосе Иларио
Хосе Иларио Лопес-Вальдес (исп. José Hilario López Valdés; 18 февраля 1798 — 27 ноября 1869) — южноамериканский военный и политический деятель.
Хосе Иларио Лопес родился в 1798 году в Попаяне, вице-королевство Новая Гранада; его родителями были Хосе Касимиро Лопес и Рафаэла Вальдес-и-Фернандес. В 14-летнем возрасте вступил в повстанческую армию, в ходе одного из сражений попал в плен к испанцам. Был приговорён к смерти, однако смертная казнь была заменена на службу в испанской армии. В 1819 году был прощён и освобождён.
В 1820 году Лопес вступил в армию Боливара, участвовал в боевых действиях в Венесуэле, в 1823 году был назначен военным губернатором провинции Каука.
В 1828 году Боливар объявил себя диктатором, и издал новую конституцию, нацеленную на создание централизованного государства. В ответ Лопес вместе с генералом Обандо подняли восстание в Тимбио. 12 ноября 1828 года их войска захватили Попаян, вынудив Боливара подписать с ними соглашение.
В 1830 году Боливар ушёл в отставку с поста президента. Политический вакуум привёл в сентябре к перевороту, осуществлённому генералом Урданетой. 10 ноября 1830 года Обандо собрал в Буге Ассамблею, которая призвала к борьбе с диктатурой. В феврале 1831 года объединённые силы Обандо и Лопеса перешли в наступление, и Урданета согласился на мирные переговоры, вернув в конце апреля власть законному президенту.
После распада Великой Колумбии и образования республики Новая Гранада Лопес в 1832 году стал военным командующим Боготы, а в 1834 — губернатором Картахена-де-Индиас. Затем был министром обороны и флота, послом в Ватикане, министром внешних сношений, государственным советником, сенатором.
В 1849 году Лопес был избран президентом Новой Гранады при поддержке промышленников. Его правительство запретило рабство, создало земельное законодательство, поддержало отделение церкви от государства, свободу прессы и федерализацию страны. Запрет рабства спровоцировал восстание в Кауке под руководством Хулио Арболеды; правительство подавило восстание силой.
Год спустя окончания президентского срока, когда в 1854 году в Новой Гранаде установилась диктатура генерала Хосе Мария Мело, Лопес участвовал в свержении диктатуры. Во время гражданской войны 1859 года Лопес присоединился к армии либералов-радикалов. В 1865 году Лопес вновь участвовал в президентских выборах, но проиграл Москере. Когда в 1867 году Москера был смещён в результате военного переворота, то Лопес стал главой вооружённых сил во временном правительстве Акосты.
Впоследствии Лопес ушёл из политики.